# خاندان مستوفیان آشتیانی
خاندان مستوفیان آشتیانی خاندانی دیوان‌سالار و وزارت‌پیشه در دوران زندیه ، قاجار و سپس پهلوی بود.
اصل این خانواده از شهر آشتیان بود که در استان مرکزی واقع است و در آنجا از زمین‌داران و ملاکان محلی بودند. آقا محسن آشتیانی نیای این خانواده و از معاصران کریم خان زند بود که املاک فراوان در ناحیه آشتیان داشت و نوعی حکومت محلی را اداره می‌کرد. قلعه مستحکم او در آشتیان که بخش‌هایی از آن همچنان پابرجاست، بیست هزار متر مساحت داشت و شامل برج و بارو، دیوان‌خانه، آب‌انبار، اصطبل، مطبخ، بخش خدمه و اندرونی و بیرونی بود. معروف است که آقامحسن، در زمانی که کریم‌خان زند برای دست‌یابی به قدرت تلاش می‌کرد و با دشمنانش در تعقیب و گریز بود، به او در این قلعه پناه داده و خان زند برای جبران این یاری سه فرزند او را به خدمت دیوان استیفا گرفته است. از آقامحسن سه فرزند به نام‌های میرزا کاظم، هاشم‌خان و آقاسی‌بیگ برجا ماند. اغلب اعضای این خانواده از جوانی به عنوان مستوفی وارد دیوان استیفا می‌شدند. بعضی دیگر نیز از منشی‌گری شاهزادگان و رجال کار خود را آغاز کرده و تا منصب وزارت ترقی کردند. نوادگان آقامحسن بسیار بودند و خانواده‌های مستوفی‌الممالکی، دفتری، متین‌دفتری، مصدق، میکده، وثوق، قوام، شکوه، دادور، فرهاد، فرهادمعتمد و مقتدر از نسل او هستند. پنج تن از نوادگان او به نخست‌وزیری ایران رسیدند و در تاریخ معاصر ایران از چهره‌های شناخته شده عرصه سیاست بودند، که عبارتند از: حسن مستوفی، حسن وثوق، احمد قوام، محمد مصدق و احمد متین دفتری.

## نگارخانه

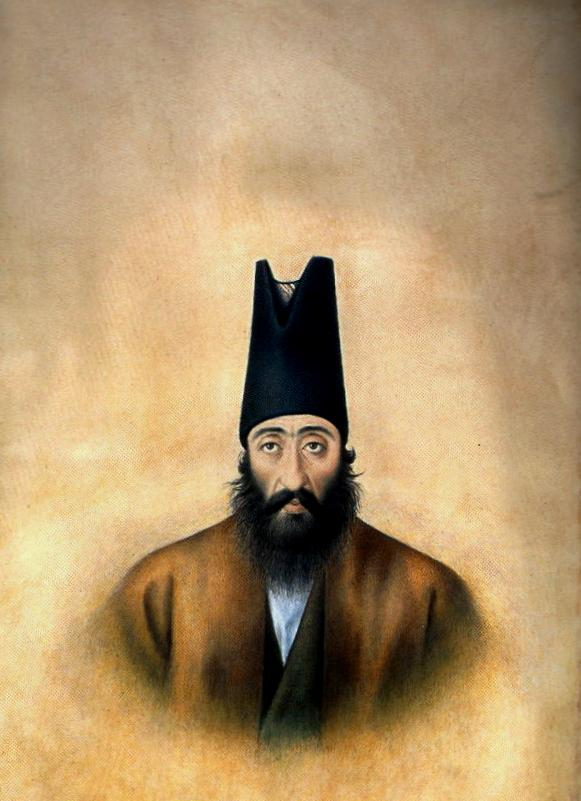
میرزا یوسف مستوفی‌الممالک، صدراعظم ناصرالدین‌شاه
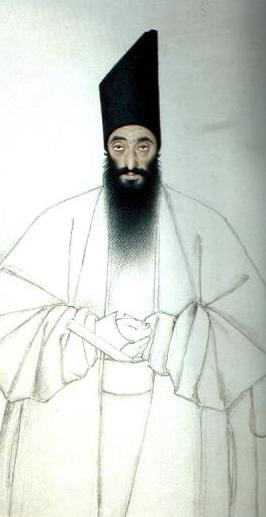
محمد قوام‌الدوله، وزیر خراسان
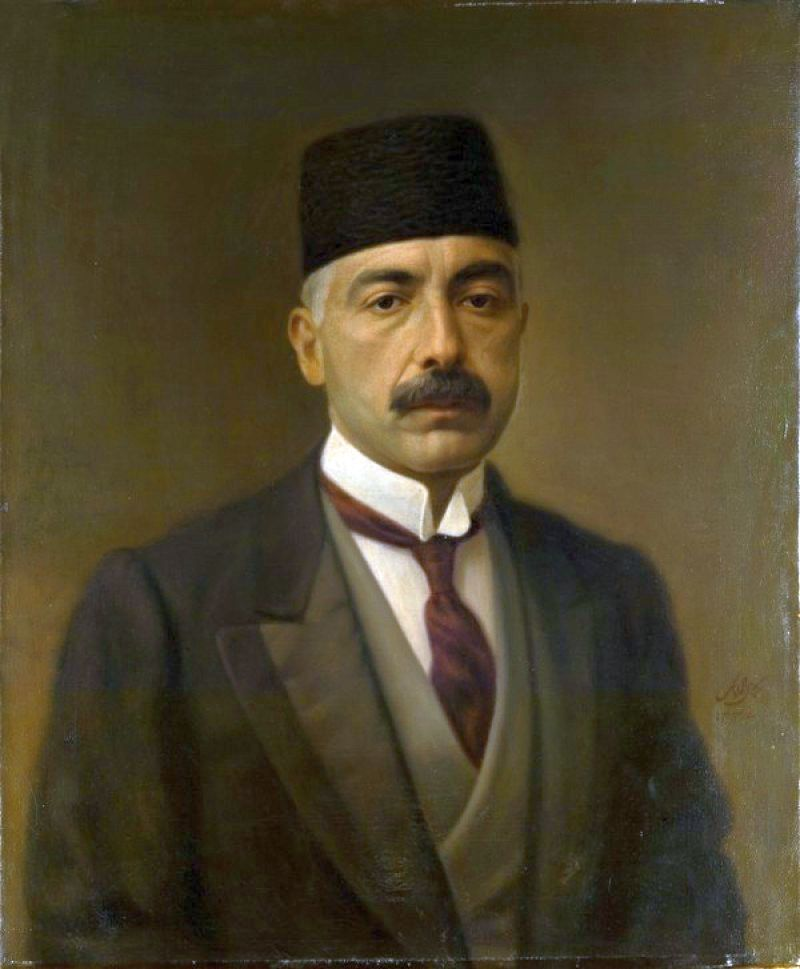
حسن وثوق (وثوق‌الدوله) نخست‌وزیر احمدشاه قاجار
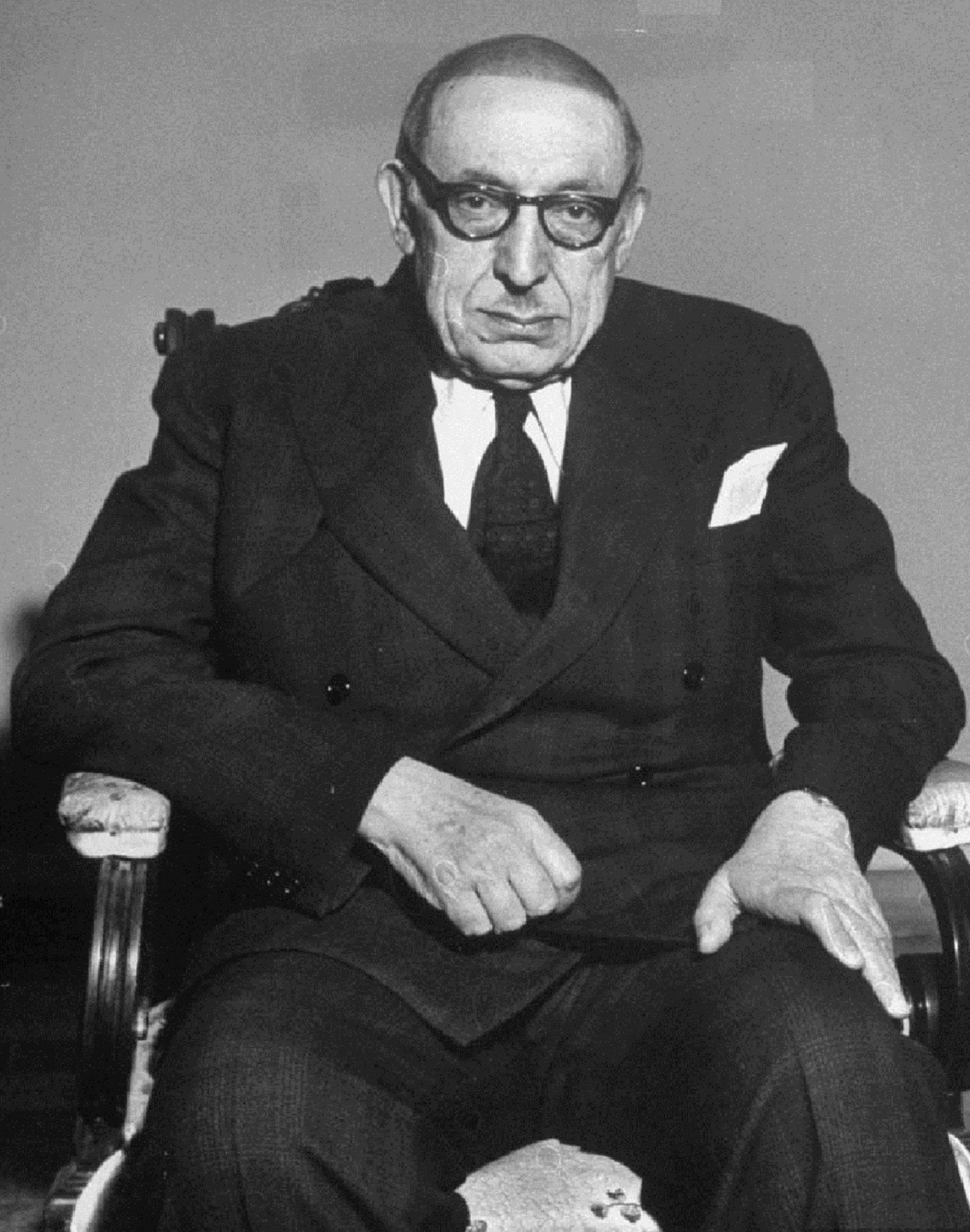
احمد قوام، پنج دوره نخست‌وزیر ایران
محمد مصدق، سیاستمدار ملی‌گرا و دو دوره نخست‌وزیر ایران
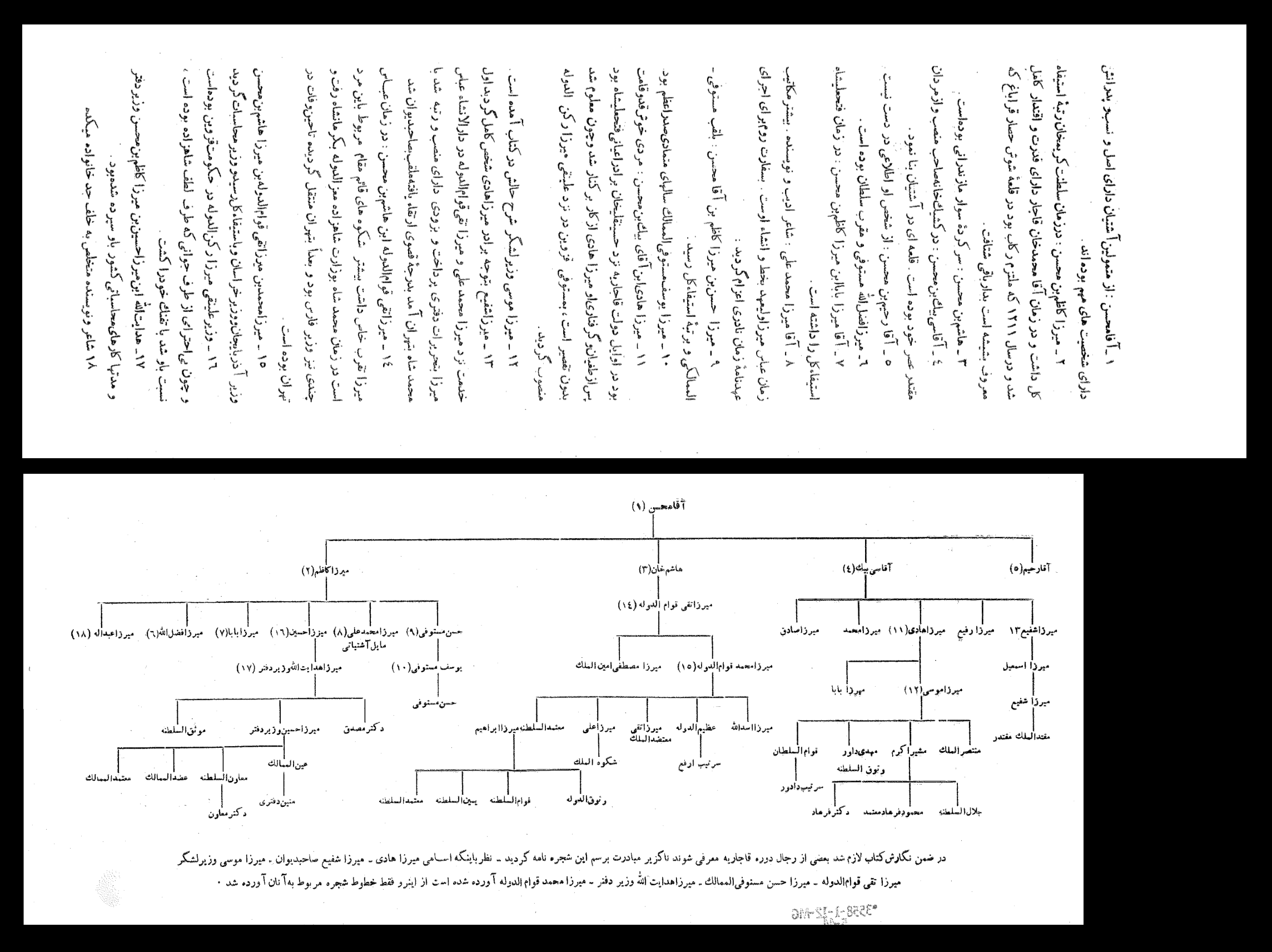
شجره‌نامه خاندان مستوفیان آشتیانی، تنظیم شده توسط محمود فرهادمعتمد در سال ۱۳۲۵ خورشیدی